# Чанд Каур
Чанд Каур (1802 — 11 червня 1842) — правителька держави Сикхів. Дружина магараджі Кхарака Сінґха, мати Нау Ніхала Сінґха. Правила країною як регентка ненародженого сина Нау Ніхала Сінґха. У червні 1842 року за наказом її ворогів Чанд Каур була забита до смерті власними слугами.